# Di Gléria János
Di Gléria János (Szombathely, 1899. április 11. – Budapest, 1976. június 21.) magyar agrokémikus, vegyészmérnök, talajkutató, egyetemi tanár, a mezőgazdasági tudományok doktora (1952).

## Életpályája
Szülei Di Gléria János köszörűs és Sali Rozália voltak. Iskoláit Szombathelyen és Budapesten végezte el. 1924-ben diplomázott a Műegyetem vegyészmérnöki karán. 1924–1927 között tanársegédként dolgozott a József Műegyetem Mezőgazdasági Kémiai Technológiai Intézetében ’Sigmond Elek mellett. 1927-ben műszaki doktori képesítést szerzett. 1927–1941 között az Országos Chemiai Intézet és Központ Vegykísérleti Állomásának kutatóvegyésze, a Talajtani és Agrokémiai Osztály vezetője volt. 1941–1944 között az Intézet fővegyésze volt. 1930–1931 között a zürichi műegyetem ösztöndíjasa volt. 1942–1943 között a Budakeszi Mezőgazdasági Kísérleti Telep vezetője, 1944–1945 között igazgatója, 1945–1946 között kísérletügyi főigazgatója volt. 1946–1949 között a Gödöllői Agrártudományi Egyetem Debreceni Mezőgazdaság-tudományi Osztály Mezőgazdasági Kémiai Tanszékének tanszékvezető nyilvános rendes tanára, illetve tanszékvezető egyetemi tanára volt. 1950–1952 között a Magyar Tudományos Akadémia Agrokémiai és Talajtani Kutatóintézete tudományos főmunkatársa, 1952–1954 között igazgató-helyettese, 1954–1959 között igazgatója, majd 1959–1976 között tudományos tanácsadója volt. 1954-től a Földművelésügyi Minisztérium trágyázási kérdésekkel foglalkozó munkabizottságának vezetője volt. 1958–1967 között a Magyar Agrártudományi Egyesület (MAE) Talajtani Társaságának elnöke, 1967–1976 között tiszteletbeli elnöke volt. 1960–1967 között a Magyar Tudományos Akadémia Talajtani és Trágyázástani Bizottságának elnöke volt. 1967–1970 között a Havannai Talajtani Intézetben dolgozott.

### Munkássága
Kutatási területe a talajfizika, a talajkolloidika és a talajkémia különböző területei. Foglalkozott a műtrágyázással és serkentőanyagok alkalmazásának problémáival. Megszervezte az első mezőgazdasági izotóplaboratóriumot. Több modern mérőműszert vezetett be a talajtani kutatásokba. Közleményei a hazai és külföldi szakfolyóiratokban jelent meg.
Sírja a Farkasréti temetőben található (6/1-1-74).

## Művei
- Talajfizika és talajkolloidika (társszerzőkkel, Budapest, 1957, németül: 1962)
- Mezőgazdák talajismereti útmutatója (Budapest, 1958)
- Mezőgazdaságí kémia (Budapest, 1959)
- Talajvizsgálati módszerkönyv (Budapest, 1962)

## Díjai
- A Munka Érdemrend arany fokozata
- Mezőgazdaság Kiváló Dolgozója
- Tessedik Sámuel-emlékérem[6]